# Cantó de Mamoudzou-1
El cantó de Mamoudzou-1 és un cantó francès del departament d'ultramar de Mayotte. Abasta part del municipi de Mamoudzou.

## Història
| Data d'elecció                           | Identitat      | Partit        | Qualitat |
| ---------------------------------------- | -------------- | ------------- | -------- |
| -2008                                    | Bacar Ali Boto | Divers gauche |          |
| 2008-                                    | Assani Ali     | UMP           |          |
| les dades anteriors no són pas conegudes |                |               |          |
|                                          |                |               |          |